# Karl Lehmann
Karl Lehmann (ur. 16 maja 1936 w Sigmaringen, zm. 11 marca 2018 w Moguncji) – niemiecki duchowny katolicki, w latach 1983–2016 biskup Moguncji (Mainz), kardynał.

## Życiorys
Studiował w seminarium we Fryburgu Bryzgowijskim, przyjął święcenia kapłańskie 10 października 1963 w Rzymie. Obronił doktoraty z filozofii i teologii na Papieskim Uniwersytecie Gregoriańskim w Rzymie. Był profesorem teologii dogmatycznej w Moguncji oraz teologii dogmatycznej i ekumenicznej we Fryburgu. W marcu 1979 otrzymał tytuł papieskiego prałata honorowego.
21 czerwca 1983 został mianowany biskupem Moguncji, przyjął sakrę 2 października 1983 z rąk odchodzącego zwierzchnika diecezji, kardynała Hermanna Volka. W 1985 został wybrany na wiceprzewodniczącego, a w 1987 na przewodniczącego Konferencji Episkopatu Niemiec. W styczniu 2008 roku zapowiedział, że rezygnuje ze stanowiska przewodniczącego episkopatu, którego pracami kierował nieprzerwanie od prawie 21 lat; w latach 1993–2001 był także wiceprzewodniczącym Rady Konferencji Episkopatów Europy. Brał udział w sesjach Światowego Synodu Biskupów w Watykanie, m.in. w dwóch sesjach specjalnych, poświęconych Kościołowi europejskiemu (1991 i 1999, na sesji w 1991 pełnił funkcję specjalnego sekretarza).
W lutym 2001 Jan Paweł II wyniósł go do godności kardynalskiej, nadając tytuł prezbitera S. Leone I.
Otrzymał dwa tytuły doktora honoris causa polskich uczelni:
- w 1997 Akademii Teologii Katolickiej w Warszawie[2]
- w 2002 Uniwersytetu Opolskiego[3].

Uczestnik konklawe 2005 i konklawe 2013 roku. 16 maja 2016 roku skończył 80 lat i utracił prawo do udziału w konklawe. Tego samego dnia przestał być też biskupem Moguncji.
Zmarł 11 marca 2018, w niedzielę Laetare, w swoim domu w Moguncji.